# 雲林縣立東和國民中學
雲林縣立東和國民中學，簡稱東和國中，是位於中華民國台灣雲林縣古坑鄉的一所國民中學。

## 校史
前身為雲林縣立古坑國民中學東和分部，緣本鄉籍縣議員鄭榮顯及地方熱心教育人士，為就學之方便，繁榮地方，乃倡議設立國中一所。經多方呼籲，政府遂命古坑國中校長白鶴亭籌設分部，於1974年秋正式成立，並委聘教師陳信華兼任分部主任。
1977年8月1日奉台灣省政府核定，正式成立雲林縣立東和國民中學，並派劉志儼為首任校長。

## 學區
包括古坑鄉東和村、棋盤村、荷苞村、新庄等村及自由學區草嶺村和斗六市重光里。

## 社團
棒球隊成立於2013年，最初為一群喜愛棒球的學生在一股熱情衝動下由總務主任駱東明成立棒球社團，草創階段的器材及服裝皆由熱心家長及退休老師提供協助，在連續多年取得雲林縣代表權參加全國國中軟式棒球全國賽之後，於2020年正式成立體育班。

## 外部連結
- 官方网站